# 小山羊
小山羊（しょうさんよう）は台湾のライトノベル作家。本名は王君儀。

## 来歴
2008年、第2回浮文誌新人賞（浮文誌新人獎、日本の文芸雑誌『ファウスト』(講談社)が主催するファウスト賞の台湾版）で短編「惡夢」が佳作となり、他の入賞作品とともに尖端出版のWebサイトで公開された。この回に入賞し後に単行本デビューした作家には他に李柏青がいる。
この受賞以前にも、別名義で作品を刊行している。
2009年春、銘顕文化事業よりライトノベル『未知領域』シリーズを刊行した。

## 作品リスト
単行本
- 未知領域 （銘顕文化、イラスト：夜風）
  - 01 2009年4月、ISBN 9789862186640
  - 02 2009年5月、ISBN 9789862187463
  - 03 2009年6月、ISBN 9789862187852
- 所羅門領域（ソロモン領域） （銘顕文化、イラスト：CUBIC）
  - 01 2010年4月、ISBN 9789862188446
  - 02 2010年5月、ISBN 9789862603956 - 紀関戻行（紀關戾行）との合作
  - 03 2010年6月、ISBN 9789862604397
  - 04 2010年7月、ISBN 9789862604939

短編
- 悪夢（2008年より尖端出版のWebサイトで公開中[1]）

Arni名義
- 無性別界面（印刻文學生活雜誌出版有限公司、2003年11）ISBN 9867810635 - Arni 著
- 記憶之鎖（威向有限公司、2006年2月）ISBN 9867150201 - Arni、Lucifer 著